# 孔多里里山 (拉巴斯省)
16°11′14″S 68°11′41″W / 16.18722°S 68.19472°W
孔多里里山（Kunturiri），是玻利維亞的山峰，位於該國西部拉巴斯省的佩德羅多明戈穆里略省，屬於安第斯山脈中玻利維亞瑞阿爾山脈的一部分，海拔高度約5,160米。